# Konura złotoczelna
Konura złotoczelna (Aratinga auricapillus) – gatunek średniej wielkości ptaka z rodziny papugowatych (Psittacidae), występujący we wschodniej Brazylii.  Zalicza się ją do grupy konur. Gatunek najmniejszej troski; spotykany w hodowlach, zwłaszcza w USA.

## Systematyka
Blisko spokrewniona z konurą słoneczną (A. solstitialis) i ognistobrzuchą (A. jandaya), z którymi bywała czasem łączona w jeden gatunek. Wyróżnia się dwa podgatunki A. auricapillus:
- A. a. auricapillus (Kuhl, 1820) – wschodnio-środkowa Brazylia
- A. a. aurifrons Spix, 1824 – południowo-wschodnia Brazylia

## Morfologia
Ptaki te mają około 30 centymetrów długości i ważą 140–150 g. Są zielone z czarnym dziobem, białymi obramówkami oczu, pomarańczowoczerwonym brzuchem i czerwoną głową, która stopniowo przechodzi w żółty kolor.

## Ekologia i zachowanie
Jest to ptak spotykany w stadach liczących 12–20 osobników, niekiedy nawet do 40. Jego naturalne siedliska to między innymi las kserofityczny, sucha sawanna oraz plantacje.
Sezon lęgowy trwa od listopada do grudnia. W zniesieniu 3–5 eliptycznych jaj o wymiarach 30,5 × 23,5 mm. Inkubacja w niewoli trwa około 25 dni, a młode są w pełni opierzone po 7–8 tygodniach od wyklucia.
Zjada nasiona i owoce, w tym kukurydzę, piżmian jadalny i słodkie owoce miękkie z upraw.

## Status
Międzynarodowa Unia Ochrony Przyrody (IUCN) od 2022 roku uznaje konurę złotoczelną za gatunek najmniejszej troski (LC – Least Concern); wcześniej, od 2004 roku miała ona status gatunku bliskiego zagrożenia (NT – near threatened), a od 1994 roku – gatunku narażonego (VU – vulnerable). Liczebność populacji na wolności nie została formalnie oszacowana, ale wstępnie przyjmuje się, że przekracza ona 10 tysięcy osobników (w tym około 6700 osobników dorosłych). Trend liczebności populacji uznaje się za spadkowy ze względu na utratę siedlisk i odłów z przeznaczeniem na handel jako ptak klatkowy. Gatunek ten jest ujęty w II załączniku konwencji waszyngtońskiej (CITES).